# Companhia Integrada de Desenvolvimento Agrícola de Santa Catarina
A Companhia Integrada de Desenvolvimento Agrícola de Santa Catarina, também conhecida como Cidasc, é uma empresa pública sob a responsabilidade da Secretaria de Estado da Agricultura e Pecuária de Santa Catarina, tem como Presidente a médica veterinária Celles Regina de Matos. A Companhia foi criada pela Lei 5.516, de 1979, Lei esta reformulada em 2005. Anteriormente era uma empresa de economia mista, a exemplo do que era, por exemplo, a Epagri.

## Missão
A missão é "Executar ações de sanidade animal e vegetal, preservar a saúde pública, promover o agronegócio e o desenvolvimento sustentável de Santa Catarina". A atuação da mesma se dá no Estado de Santa Catarina.

## Localização
Para melhor desenvolvimento de suas ações conta com escritórios locais em vários municípios e com administrações regionais nas seguintes cidades: Chapecó, Concórdia, Campos Novos, Caçador, Mafra, Lages, Rio do Sul, Itajaí, São José, Criciúma, Tubarão, Joinville, São Miguel do Oeste, Florianópolis, São Francisco do Sul, Indaial, Videira, Xanxerê, Blumenau, Joaçaba, Canoinhas, São Joaquim e São Lourenço do Oeste. Sua sede administrativa está localizada na Rodovia Admar Gonzaga, no Bairro Itacorubi, em Florianópolis, próximo à sede da Secretaria de Estado da Agricultura e da Pesca.
A contratação de profissionais se dá por meio de concurso público, normalmente com lista de espera, e ocorre na medida das necessidades e autorização pelo Grupo Gestor do Governo do estado de Santa Catarina

## Atuação
Entre suas áreas de atuação destacam-se a Defesa Sanitária Animal e a Defesa Sanitária Vegetal.
Quanto a defesa sanitária Animal, possui os seguintes programas:
1. Vigilância Epidemiológica
2. Vigilância Sanitária Animal e Trânsito
3. Educação Sanitária e Comunicação Social
4. Bem-estar Animal
5. Vigilância para Febre Aftosa e Síndromes Vesiculares
6. Controle da Raiva e Vigilância para Encefalopatias Transmissíveis
7. Controle e Erradicação da Brucelose e Tuberculose Bovinas
8. Rastreabilidade Bovina e Bubalina
9. Sanidade Suídea
10. Sanidade Avícola
11. Sanidade dos Caprinos e Ovinos
12. Sanidade dos Animais Aquáticos
13. Sanidade Equídea
14. Sanidade Das Abelhas

Quanto à Defesa Sanitária Vegetal, realiza trabalho estratégico de inspeção, monitoramento, vigilância e fiscalização de plantas e produtos vegetais que porventura venham constituir risco ao patrimônio vegetal do estado Catarinense. Neste caso, as atividades realizadas são as seguintes:
- Vigilância;
- Inspeção;
- Monitoramento;
- Fiscalização;
- Diagnóstico;
- Certificação;
- Educação sanitária.

Executa também o Serviço de Inspeção de Produtos de Origem Animal com a finalidade de garantir a qualidade destes produtos, quando a unidade de processamento possuir o Serviço de Inspeção Estadual. Inspeciona produtos como carnes e derivados, leite e derivados, pescados, mel, ovos e outros produtos inerentes.